# Президентски избори в САЩ (2004)
Президентските избори в САЩ през 2004 година са надпревара между президента Джордж Уокър Буш от Републиканската партия, който се бори за втори мандат и кандидата на Демократическата партия и сенатор от щата Масачузетс Джон Кери. Основна тема в изборите е външната политика на САЩ и най-вече войната в Ирак и войната срещу тероризма. Буш побеждава, а Кери се признава за победен след като счита, че останалите за преброяване гласове в ключовия щат Охайо няма да му стигнат, за да неутрализира преднината на Буш. Изборните резултати в Охайо обаче са оспорени от Зелената партия, която предизвиква повторно преброяване на гласовете поради данни за изборни нередности, които биха били достатъчни, за да променят изхода на изборите. Нередностите водят до възражение през януари 2005 г. срещу удостоверяването в Конгреса на гласовете за президент и вицепрезидент, подадени от Охайо в Избирателната колегия през декември 2004 г., първото в историята възражение срещу удостоверяването на гласовете на който и да е щат, подкрепено от сенатор Барбара Боксър от Калифорния и 31 представители.

## Контекст
Джордж Уокър Буш става президент през 2000 година, след като Върховният съд на САЩ анулира заповедта на Върховния съд на Флорида да се извърши повторно ръчно преброяване в целия щат в отговор на молба от страна на демократическия кандидат Ал Гор, който посочва изборни нередности. Автоматичното ръчно повторно преброяване намалява преднината на Буш до 537 гласа. На 9 ноември Ал Гор подава молба за повторно преброяване в три окръга, което намалява преднината на Буш до 437 гласа. Преди завършването на повторното преброяване в целия щат по заповед на Върховния съд на Флорида, Върховният съд на САЩ спира процедурата и позволява на държавния секретар на Флорида Катрин Харис да удостовери победата на Буш.
По-малко от 8 месеца след встъпването си в длъжност Буш внезапно се превръща във „военновремеви президент“ след атентатите от 11 септември 2001 г. Нивото на одобрение на Буш сред обществото скача до 90%. След месец САЩ нахлуват в Афганистан, където според американското правителство е организаторът на атентатите Осама бин Ладен. До декември талибанското правителство е свалено, но бен Ладен не е пленен и войските на САЩ остават в страната.
След това администрацията на Буш обръща вниманието си към Ирак. Джордж Буш твърди, че след атентатите от 11 септември не може да позволи Саддам Хюсеин да представлява заплаха за САЩ посредством оръжията за масово унищожение, които се подозира, че се намират в негово притежание или са в процес на производство в противоречие на санкциите на ООН. Буш обаче не успява да си осигури одобрение за нападение срещу Ирак в Съвета за сигурност на ООН, където Китай, Франция, Германия и Русия остават неубедени, че Ирак е заплаха и решава да поведе „коалиция на желаещите“ за свалянето на Саддам Хюсеин от власт. Ирак пуска в страната оръжейни инспектори на ООН през ноември 2002 година, които продължават работата си по оценяването на наличните оръжия за масово унищожение на Ирак, но администрацията на Буш решава да поведе войната и казва на оръжейните инспектори да напуснат страната четири дни преди да започне войната, въпреки че те искат повече време за изпълнение на работата си. Коалицията напада на 20 март 2003 г. и завладява страната за три седмици. САЩ и съюзниците им обаче не успяват да намерят никакви оръжия за масово унищожение в Ирак. Въпреки това на 1 май Джордж Буш каца на самолетоносача „Ейбрахам Линкълн“ с Lockheed S-3 Viking и изнася реч, застанал под надпис „Mission Accomplished“ („Мисията изпълнена“), с която обявява края на големите бойни операции в Ирак и победата на Съединените щати.
Нивото на обществено одобрение на Буш през май е 66%, според проучване на CNN-USA Today-Gallup. Това ниво обаче спада, след като в Ирак започва въоръжена съпротива срещу американската окупация, която води до многобройни жертви и след провала на американските следователи да открият оръжията за масово унищожение на Саддам Хюсеин. Също така връзките между Ирак и ал Каида, които Буш посочва като част от обосновката за войната, са дискредитирани в доклад на сенатора Карл Левин от 21 октомври 2004.

## Номинации
[[Файл:George-W-Bush.jpeg|мини|200px|Джордж У. Буш 
 c Речта на Джордж У. Буш 
 на Републиканската конвенция]

### Републиканска номинация
Популярността на Буш като военновремеви президент му помага да предотврати сериозни опити да му се противопоставят в първичните избори на Републиканската партия. Сенаторът от Роуд Айлънд Линкълн Чафи, който е гласувал против резолюцията упълномощаваща Буш да започне войната, обмисля да се изправи срещу Буш с платформа против войната, но се отказва след пленяването на Саддам Хюсеин през декември 2003 г. На 10 март 2004 г. Буш официално събира броя делегати, необходими за номинацията му на Републиканската национална конвенция през септември в Ню Йорк. Буш приема номинацията на 2 септември 2004 г. и избира вицепрезидента Дик Чейни за кандидат-вицепрезидент. По време на конвенцията и през цялата кампания Буш се съсредоточава върху две теми: защита на САЩ срещу тероризма и „общество от собственици“. „Обществото от собственици“ включва да се позволи на хората да инвестират част от своите сметки за социална сигурност на фондовия пазар, да се увеличи собствеността на домове и акции и насърчаване на повече хора да си купят здравни застраховки.

### Демократическа номинация
През лятото на 2003 г. бившият губернатор на Върмонт Хауърд Дийн става фаворит за президентската номинация на Демократическата партия, водейки както в проучванията на общественото мнение, така и в събраните финансови средства за кампанията, които той набира до голяма степен посредством Интернет. Възприеман като прагматичен центрист докато е губернатор на Върмонт, по време на кампанията Дийн се превръща в ляв популист, осъждайки политиките на администрацията на Буш, особено войната в Ирак, както и демократите, които по негово мнение на са му се противопоставили. През септември 2003 г. пенсионираният генерал, Уесли Кларк, командир на силите на НАТО в Европа по време на войната срещу Сърбия заради Косово през 1999 г., обявява кандидатурата си. Това е първото му влизане в политиката и неопитността му си проличава в първите дебати.
Кампанията на сенатора от Масачузетс Джон Кери изпитва трудности. Той уволнява нейния ръководител и неговият колега Едуард Кенеди му дава своята служителка Мери Бет Кахил за ръководител на кампанията. Кери също ипотекира дома си, за да даде назаем пари за кампанията си (съпругата му Тереза Хайнц-Кери е милиардерка, но законът не позволява кампанията да се финансира пряко от собственото богатство).

#### Първични избори
Първичните избори в Айова неочаквано са спечелени от Джон Кери с 38% пред Джон Едуардс с 32% и Хауард Дийн с 18%. В дните преди изборите има много нападки между лагерите на Дийн и Дик Гепхард, който получава 11% и напуска надпреварата. Дийн дава реч, станала известна като „I have a scream“ („Аз имам един писък“, пародия на „Аз имам една мечта“), защото след като извиква имената на някои от щатите, където предстоят избори той издава писък, който е подет от медиите и многократно е излъчван. Сцената с писъка е показана проблизително 633 пъти от кабелни и ефирни новинарски мрежи за само четири дни след инцидента, брой който не включва ток шоута и местни новинарски излъчвания. Онези, които са били в публиката обаче настояват, че не са чули прословутия „писък“ докато не се връщат в хотелските си стаия и не го виждат по телевизията. От кампанията на Дийн по-късно обвиняват оборудването и шумната тълпа, пред която Дийн говори за ефекта, който се е получил, но кампанията на Дийн не се съвзема от удара нанесен на образа му.
На 27 януари Кери печели Ню Хампшър, Дийн остава втори, Кларк трети, а Едуардс четвърти. Едуардс печели Южна Каролина и става втори след Кларк в Оклахома и след оттеглянето на Дийн остава единствен реален съперник на Кери за номинацията. Кери обаче продължава неспирно да печели щат след щат, като само в супервторника през март печели 9, включително Калифорния и Ню Йорк. Единствено Върмонт гласува за Дийн, въпреки че се е оттеглил от надпреварата. След като не успява да спечели друг щат Джон Едуардс също се оттегля.

#### Конвенция
На 6 юли Джон Кери обявява Джон Едуардс за свой кандидат за вицепрезидент, избран в конкуренция с Дик Гепхард и губернаторът на Айова Том Вилсак. Тандемът Кери/Едуардс приема за свое мото обещанието да направят Америка „По-силна у дома и по уважавана по света“. Кери прави опита си от Виетнамската война най-важната тема на конвенцията. Приемайки номинацията, той започва речта си с думите „Аз съм Джон Кери и се явявам на служба.“ В речта си той казва „Бъдещето не принадлежи на страха, то принадлежи на свободата“, фраза, която по-късно се появява в реклама на тандема Кери/Едуардс.
Демократите реагират позитивно на приемната реч на Кери. Тъй като демократите силно се противопоставят на администрацията на Буш, Джон Кери посвещава по-голямата част от речта си да апелира към независми нерешени гласоподаватели. Той обещава да обучи 40 000 нови войници за активна служба, да приложи всички препоръки на Комисията за 11 септември, да намали националния дефицит наполовина за четири години, да намали данъците за средната класа и да отмени намалените данъци от администрацията на Буш за онези, които получават поече от $200 000 годишно, да спре приватизацията на Системата за социална сигурност, и да разшири изследванията със стволови клетки.

## Предизборна кампания
Буш съсредоточава кампанията си върху националната сигурност, представяйки се като решителен лидер за разлика от Кери, когото описва като променящ позициите си („flip-flopper“). Буш също изобразява Кери като либерал от Масачузетс, който не е в досег с основното течение на американското общество. Поддръжниците на Буш са най-вече загрижени за тероризма и моралните ценности, а на Кери за войната, икономиката и здравеопазването. Кампанията на Буш излъчва първите си телевизионни реклами на 3 март 2004 г. – три на английски и една на испански. Те създават противоречия, тъй като използват снимки от последиците на атентатите от 11 септември 2001 г., включително кадри на останките от Световния търговски център, Нюйоркски огнеборци на мястото и ковчег, обвит в националното знаме, изнасян от мястото на нападението.
През август и септември 2004 г. се отделя голямо внимание на събития от края на 60-те и началото на 70-те години. Буш е обвинен, че не е изпълнил дълга си в Тексаската национална гвардия. Скоро вниманието се премества върху документи представени по телевизия CBS News относно това, чиято автентичност обаче скоро е оспорена, което води до уволнение на новинарски продуцент и други промени в CBS.
Междувременно обаче Кери е обвинен от групата „Катерни ветерани и военнопленници за истина“, че е преувеличил събитията, довели до награждаването му с медали във Виетнам. В началото на септември успешната конвенция на републиканците и атаките срещу Кери от ветераните водят до предимство в проучванията за Буш от 14%.
Официалният сайт на Кери заявява:
| “ | Джон има дръзко, ново виждане за Америка. Америка в безопасност от външни заплахи и алчни специални интереси. Джон има опита и плановете да поведе Америка към по-добри работни места, качествено здравеопазване, енергия, която е чиста, възобновима и независима и по-големи възможности за нашите деца. | ” |

На 21 юни 2004 г. 48 нобелови лауреати обявяват подкрепата си за Кери, мислейки, че той ще увеличи благоденствието, ще подобри здравето, околната среда и сигурността на американците, ще привлече талантливи учени и инженери от чужбина и ще подхрани бизнес среда, която създава качествени работни места. Те критикуват администрацията на Буш за това, че е намалила финансирането за научни изследвания, установила е ограничения върху изследванията със стволови клетки, пренебрегнала е научния консенсус относно ключови въпроси като глобалното затопляне и е затруднила сътрудничеството с чужди учени чрез създаване на пречки в процеса за издаване на визи.
Кери подкрепя увеличаване на минимална заплата и привързването ѝ към инфлацията. През 1993 г. той гласува за НАФТА. Той подкрепя премахването на данъчните облекчения за компании, които прехвърлят операциите си в чужбина. Кери се е противопоставял на смъртното наказание, но по време на кампанията заявява, че го подкрепа за осъдени терористи. Подкрепя правото на аборт, въпреки че е католик.
През 1991 г. Кери гласува против Войната в Персийския залив. Той обаче гласува в подкрепа на резолюцията, упълномощаваща Джордж У. Буш да нападне Ирак, ако Саддам Хюсеин откаже да предаде своите оръжия за масово унищожение и средствата за тяхното производство и разпространение, с условието, че всички мирни средства за решаване на проблема ще бъдат изчерпани и евентуални военни действия ще бъдат предприети от международна коалиция. След нахлуването на САЩ в Ирак през 2003 г. Кери критикува Буш за лошото планиране и недостатъчна дипломация и си променя позицията, заявявайки, че оръжията за масово унищожение не са достатъчна причина за започване на войната.
| Живот на служба и сила, реклама на Джон Кери Вълци, реклама на Джордж У. Буш |
| ---------------------------------------------------------------------------- |

Кери е нападнат от кампанията на Буш за промени на позициите си, най-вече за един закон за финансиране на войната в Ирак, който Кери първо подкрепя, а след това му се противопоставя, заради различни клаузи, които са добавени към него. Кампанията на Буш използва лозунга „I voted for it before voting against it.“ („Аз гласувах за него преди да гласувам против него.“), за да обрисува Кери като „flip-flopper“ („обръщач на палачинки“), който променя позицията си за политическа изгода.
Заедно със сенатора републиканец Джон Маккейн Кери работи от началото на 1990-те години в Специалната комисия на американския Сенат за военнопленниците/изчезналите военнослужещи. Двамата призовават президента Бил Клинтън да наруши обещанието си пред семействата на липсващите от Виетнамската война като вдигне търговското ембарго срещу Виетнам.
През 2002 г. Кери е един от водачите в Сената на филибъстъра (процедура за удължаване на дебатите, докато не изтече срока за гласуване на даден законопроект) на предложението на Буш да се отвори Арктическото национално убежище за диви животни‎ за петролни сондажи. През 1998 г. на Кери е дадена награда от Лигата на гласоподавателите за опазване на околната среда, а през 2004 г. е подкрепен от Сиера Клуб преди партийните конвенции, прецедент за природозащитната организация.
Международно проучване в 35 страни през август 2004 г. показва, че Буш е бил предпочитан само в Нигерия, Филипините и Полша, а Индия и Тайланд са били разделени по равно.

### Дебати
| Президентски дебат, 8 октомври 2004 г. |
| -------------------------------------- |

Комисията за президентски дебати организира три президентски и един вицепрезидентски дебат. Кандидатите на Либертарианската и Зелената партия са арестувани за гражданско неподчинение, докато се опитват да получат достъп до дебатите.
В първия дебат на 30 септември в университета на Маями Кери обвинява Буш, че не е спечелил достатъчно международна подкрепа за нахлуването в Ирак, казвайки, че единствено Великобритания и Австралия са помогнали на САЩ, на което Буш отговаря „Ами, всъщност, той забрави Полша.“ Анализаторите са на мнение, че Кери решително е спечелил дебата, което му помага да стопи предимството в общественото мнение на Буш. На 5 октомври се състои дебатът между Дик Чейни и Джон Едуардс. Първоначална анкета на Ей Би Си дава победа за Чейни, но последвали проучвания на CNN и MSNBC очертават победа за Едуардс. На 8 и 13 октомври се провеждат другите два президентски дебата в Сейнт Луис, Мисури и в Аризона. 51 милиона зрители следят последния дебат, но други 15.2 милиона предпочитат бейзболния шампионат, излъчван по същото време.
Забелязването на издатина под сакото на Буш по време на дебатите води до предположения, че е имал радиоприемник, чрез който му е било подсказвано. Други мнения са, че е някакво медицинско устройство или бронирана жилетка. Първоначално кампанията на Буш заявява, че снимките са подправени, но оттегля твърдението си, когато те са потвърдени от телевизионни кадри. Управителят на кампанията на Буш Кен Мехлман заявяа „Президентът е извънземен. Това е днешния ви цитат. Той получава информация от Марс.“ След изборите източници от администрацията на Буш се изказват пред в. The Hill, че издатината е била бронирана жилетка, чието носене Буш не е желаел да оповести. Боб Фъртик от Democrats.com твърди, че президента носи тайно устройство, чрез което Карл Роув го насочва в публичните му изявления. Забелязано е, че докато говори публично Буш прави нередовни паузи насред изреченията, често наклонявайки главата си надясно, сякаш слуша нещо.
В самото навечерие на изборите по телевизиите е излъчено критично към Буш изявление на Осама бин Ладен, за първи път от нахлуването на САЩ в Афганистан.

## Резултати
Изборите се провеждат на 2 ноември 2004 г. Вечерта репортери от основните телевизионни мрежи са уведомени от агенции за проучвания на общественото мнение, че Кери води на Буш с 309 на 174 електорални гласа (при необходими 270 гласа за победа), а 55 са несигурни. Тони Блеър си ляга обмисляйки взаимоотношенията си с избрания за президент Джон Кери. Страната обаче отново се разделя почти по същите линии, както и през 2000 г., може би защото 30% от всички гласове на изборите са подадени на електронни машини, които не печатат индивидуално удоствоверение на всеки глас.
Буш печели Юга, Долния Среден Запад и Скалистите планини, общо 266 гласа в Избирателната колегия, Кери печели Североизтока, Горния Среден Запад и Тихоокеанските щати (без Аляска), общо 252 гласа. През 2000 г. изходът на изборите идва от Флорида. Сега Охайо, който има 20 електорални гласа, е щатът, от който зависи кой ще бъде следващия президент.

### Охайо
На сутринта на 3 ноември Буш има преднина от 130 000 гласа пред Кери в Охайо, но демократите посочват условните бюлетини, които все още не са преброени, първоначално сметнати за 200 000. Следобед държавният секретар на Охайо Кенет Блакуел обявява, че е статистически невъзможно демократите да спечелят изборите, тъй като условните бюлетини (подадени от хора, които не са в избирателните списъци) са 140 000 (по-късно броят им е намален до 135 000). Изправен пред това обявление Кери се признава за победен.
Според проучване на адвоката Робърт Кенеди-младши от 2006 г. на 357 000 гласоподаватели в Охайо, в огромното си мнозинство демократи, е попречено да гласуват или техните гласове не са преброени, повече от достатъчно, за да се промени изхода на изборите, решени в полза на Буш със 118 601 гласа. Една четвърт от регистрираните гласоподаватели, най-вече в демократически крепости като Кливланд, Кълъмбъс, Толидо и Синсинати, откриват в деня на изборите, че името им липсва от избирателните списъци, след като държавният секретар на щата и съпредседател на комитета за преизбирането на президента, Кенет Блакуел, е водил кампания за прочистване на списъците. Кампанията включва изпращане на писма на новорегистрирани гласоподаватели, чието връщане от пощенските служби се използва като доказателство, че регистрацията е фалшива. Кампанията на републиканците включва и Ударна сила от Тексас, която се обажда на бивши затворници и ги заплашва със затвор, ако гласуват на изборите. Силата е водена от Пат Оксфорд, който управлява правната защита на Буш на изборите през 2000 г. Правени са също обаждания и са пращани писма с грешна информация за времето и мястото на гласуване. Блакуел издава указ, обявен на 7 септември 2004 г., според който формулярите за регистрация на нови гласоподаватели трябва да са с хартия с определена тежест, в противен случай формуляра не се зачита. Под заплахата от съдебно дело Блакуел отменя заповедта си на 28 септември, 6 дни преди изтичането на срока за регистрация. Блакуел издава заповед, според която трябва да не се зачитат условни бюлетини, подадени от гласоподаватели, появили се в избирателна секция, която не е за собствения им адрес. Преди изборите границите на избирателните секции са преначертани и в градовете мнозина не знаят в коя точно секция трябва да гласуват. Недостиг на машини за гласуване в предимно демократически секции води до дълги опашки на гласоподаватели. Дъждът и фактът, че денят не е почивен (изборите в САЩ се провеждат в първия вторник след първия понеделник на ноември) принуждава много гласоподаватели да напуснат опашките без да гласуват.
Новорегистрираните гласоподаватели, особено негрите, са предизвикани в изборните секции да удостоверят, че са легитимни гласоподаватели от 3600 дейци на Републиканската партия. Проучванията сред вече гласувалите избиратели (exit polls) показват победа за Кери в Охайо с 4,2%. Обяснението дадено по-късно от агенцията за проучвания на Уорън Митофски за техните резултати, сочещи преднина в цялата страна за Кери с 6,5%, е че гласоподавателите за Кери са били по-склонни да участват в проучванията, от гласоподавателите за Буш. Вземайки предвид несъответствия между гласовете за президентските кандидати и кандидатите съдии от Върховния съд на Охайо, Робърт Кенеди-младши заключава, че над 80 000 гласа, подадени за Кери са преброени за Буш – достатъчно, за да обърнат резултат на изборите. В статия за уебсайта Salon.com журналистът Фархад Манджу оспорва заключенията на Кенеди. Записани са случаи на прехвърляне на гласове от Кери за Буш на новите електронни машини за гласуване, произведени от компании свързани с Републиканската партия Diebold и ES&S. В цялата страна над 30% от гласовете са подадени на DRE (Direct-recording electronic voting machine, Машина за пряко електронно гласуване), които не отпечатват удостоверение за подаването на гласа.
Международни изборни наблюдатели не са допуснати на изборите в Охайо от тогавашния държавен секретар на щата Кенет Блакуел.
Многобройни статистически анализи показват „несъответсвие в броя гласове, които Буш получава в окръзи които използват електронни машини и окръзи, които използват друг вид изборно оборудване“, както и несъответствия в проучванията с вече гласувалите, в полза на президента Буш.
Кандидатите на Зелената и Либертарианската партия Дейвид Коб и Майкъл Баднарик подават искане за повторно преброяване на гласовете в Охайо поради информации за изборни нередности. Повторното преброяване е завършено на 28 декември 2004 г., но на 24 януари 2007 г. са осъдени двама служители, извършили преброяването, защото са избрали за повторно преброяване бюлетини от райони, където са знаели, че ръчното и машинното преброяване ще съвпадне, като по този начин са избегнали пълно повторно преброяване на бюлетините в щата.
Почти половината от 6-те милиона американски гласоподаватели в чужбина не получават бюлетините си или ги получават прекалено късно след като Пентагонът затваря уебсайт, чрез който се подават регистрации от чужбина. В Ню Мексико, където изборите са решени в полза на Буш с 5988 гласа, неизправни машини не отчитат както трябва глас за президент на над 20 000 бюлетини. Според федералната комисия за прилагане на изборните реформи над 1 милион бюлетини в цялата страна са направени невалидни от дефектно оборудване за гласуване.
При удостоверяването на гласовете на 6 януари 2005 г. е подадено възражение на основата на доклада за изборите на конгресмена Джон Коньерс от Мичиган, според който очертава „масивни и безпрецедентни изборни нередности в Охайо“. Възражението е подписано от сенатор Барбара Боксър от Калифорния и представител Стефани Тъбс-Джоунс от Охайо срещу електоралните гласове на Охайо. В Камарата на представителите възражението е отхвърлено с 267:31 гласа, а в Сената със 74:1 глас.
Кери по късно заявява (по думите на Робърт Кенеди-младши) „широкоразпространените нередности правят невъзможно да се определи със сигурност, че резултатът [в Охайо] представя волята на избирателите.“ В същата статия председателят на Демократическия национален комитет Хауърд Дийн казва „Аз не съм убеден, че изборите в Охайо бяха честно решени... Знаем, че имаше значително потискане на избиратели и че машините не са надеждни. Не трябва да ни изненадва, че републиканците са готови да вършат неетични неща, за да манипулират избори. Това подозираме, че се е случило.“

### Щати с близки резултати
1. Уисконсин 0,38%
2. Айова 0,67%
3. Ню Мексико 0,79%
4. Ню Хампшир 1,37%
5. Охайо 2,11%
6. Пенсилвания 2,50%
7. Невада 2,59%
8. Мичиган 3,42%
9. Минесота 3,48%
10. Орегон 4,16%
11. Колорадо 4,67%

### Президентски кампании
- Президентска кампания на Джордж Буш
- Президентска кампания на Джон Кери
- Предизборни реклами от изборите през 2004 г.

### Изборни нередности
- VIDEO presentation: Professor Steve Freeman on stolen 2004 election Архив на оригинала от 2008-10-17 в Wayback Machine.
- VIDEO interview: Professor Steve Freeman on stolen 2004 election Архив на оригинала от 2008-11-18 в Wayback Machine.
- Tens of Thousands of Votes Lost, Stolen, Miscounted
- Evidence Mounts That The Vote May Have Been Hacked Архив на оригинала от 2007-12-10 в Wayback Machine.
- Complete US Exit Poll Data Confirms Net Suspicions
- Researchers: Florida Vote Fishy
- Votergate 2004? – Research Studies Uncover Potential Massive Election Fraud Архив на оригинала от 2008-01-03 в Wayback Machine.
- Bush's 'Incredible' Vote Tallies

|  | Тази страница частично или изцяло представлява превод на страницата United States presidential election, 2004 в Уикипедия на английски. Оригиналният текст, както и този превод, са защитени от Лиценза „Криейтив Комънс – Признание – Споделяне на споделеното“, а за съдържание, създадено преди юни 2009 година – от Лиценза за свободна документация на ГНУ. Прегледайте историята на редакциите на оригиналната страница, както и на преводната страница, за да видите списъка на съавторите. ВАЖНО: Този шаблон се отнася единствено до авторските права върху съдържанието на статията. Добавянето му не отменя изискването да се посочват конкретни източници на твърденията, които да бъдат благонадеждни. |